# Alexander G. Fraser
Alexander „Sandy“ G. Fraser (* 8. Juni 1937; † 13. Juni 2022) war ein britisch-US-amerikanischer Informatiker und Forschungsmanager.
Fraser studierte Flugzeugtechnik an der University of Bristol mit dem Bachelor-Abschluss 1958, arbeitete dann bei Ferranti an Compilern und Betriebssystemen und wurde 1969 an der University of Cambridge in Informatik promoviert. Er arbeitete während dieser Zeit für Ferranti am Computerlabor der Universität am Dateisystem (File System) und anderer Systemsoftware des Prototyp des Atlas 2 (Titan), dem ersten Time-Sharing-System in Großbritannien, und war in Cambridge 1966 bis 1969 stellvertretender Direktor für Forschung. 1969 ging er an die Bell Laboratories, wo er an Zellen-basierter Datenübertragungsnetzen arbeitete (DataKit Virtual Circuit Switch, Spider ring network), Vorläufern von ATM mit Virtuellen Verbindungen. Außerdem entwickelte er mit S. C. Johnson Techniken zur Optimierung von Befehlssätzen in Rechnern, ein Entwicklungsrichtung, die später als RISC bezeichnet wurde. Er entwickelte auch das Unix Circuit Design Aids System, war am Universal Receiver Protocol und an der Entwicklung des Zell-basierten Heimnetzwerks INCON beteiligt.
1982 wurde er Leiter des Informatikforschungszentrums (Computer Science Research Center) bei Bell Labs, 1987 Executive Director und 1994 Associate Vice President für den Bereich Informatik (Information Science Research, das Mathematik, Signalverarbeitung, Informatik und Software umfasste). 1996 wurde er Vizepräsident für Forschung und gründete ATT Laboratories, als ATT ihre Fabrikation an Lucent Technologies abgab, und 1998 wurde er Chefwissenschaftler von ATT. 2002 ging er bei ATT in den Ruhestand und gründete Fraser Research.
Er war Mitglied der National Academy of Engineering, Fellow der British Computer Society (und in deren Rat) und IEEE Fellow.
1992 erhielt er den SIGCOMM Award für Pionierkonzepte wie Virtuelle Verbindung (Virtual Circuit Switching), Paketvermittlung in Raumlage (Space Division Packet Switching) und Datenflusskontrolle mit Fenstern (Window Flow Control).  2001 erhielt er die Richard-W.-Hamming-Medaille für Pionierbeiträge für di Architektur von Kommunikationsnetzwerken mit der Technologie des Virtual Circuit Switching. 
Fraser starb am 13. Juni 2022 im Alter von 85 Jahren.